# Mikael Ndjoli
Mikael Bongili Ndjoli (Londra, 16 dicembre 1998) è un calciatore inglese, attaccante del Lions Gibraltar.

## Caratteristiche tecniche
È un centravanti.

## Carriera
Dopo aver giocato nei settori giovanili di Tottenham e Watford è passato a quello del Brentford, con cui nel 2012 ha anche vinto la Milk Cup ed in cui è rimasto fino al 2014 quando è passato nelle giovanili del Millwall, in cui è rimasto fino al termine della stagione 2015-2016, quando è passato al Bournemouth, dove ha giocato per due stagioni con la formazione Under-21.
Il 4 luglio 2018 viene ceduto in prestito (inizialmente per sei mesi, e poi dopo un prolungamento del prestito fino al termine della stagione 2018-2019) al Kilmarnock, club della prima divisione scozzese, con il quale il successivo 31 luglio 13 luglio 2018 in occasione dell'incontro di Coppa di Lega scozzese perso ai rigori contro il St. Mirren fa il suo esordio in competizioni professionistiche; nel prosieguo della stagione gioca con continuità, mettendo a segno 2 reti in 24 partite di campionato giocate e collezionando in tutto 31 presenze e 5 reti fra tutte le competizioni ufficiali. Nell'estate del 2019 al Gillingham, club della terza divisione scozzese: rimane ai Gills fino alla sessione invernale del calciomercato, realizzando in totale 3 reti in 18 presenze fra tutte le competizioni ufficiali con il club (tra cui 2 reti in 12 presenze in incontri di campionato). Passa quindi in prestito al Motherwell, nuovamente nella prima divisione scozzese: a causa dell'interruzione del campionato per via della pandemia di Covid-19, riesce tuttavia a giocare solamente 2 partite ufficiali con questo club (una in campionato ed una in Coppa di Scozia).
Nella prima metà della stagione 2020-2021 rimane al Bournemouth, appena retrocesso nella seconda divisione inglese, senza però trovare spazio in partite ufficiali: per questo motivo l'1 febbraio 2021 rescinde consensualmente il contratto che lo legava al club rossonero e firma un contratto fino a fine stagione con il Barrow, club di quarta divisione, con cui conclude la stagione giocando 2 partite di campionato. Rimasto svincolato, il 5 ottobre 2021 firma un contratto con l'Aldershot Town, club della quinta divisione inglese, dove nella stagione 2021-2022 realizza 6 reti (tutte in campionato) in 26 partite (23 delle quali in campionato); a fine anno rifiuta l'estensione contrattuale offertagli dagli Shots restando così nuovamente svincolato. Subito dopo si accasa in National Premier Soccer League (quarta divisione statunitense) al Virginia Beach City, dove rimane per un mese e mezzo realizzando 4 reti in 5 presenze: lascia anche questo club il 22 luglio 2022 quando fa ritorno in patria firmando un contratto con l'Hartlepool Utd, club di quarta divisione, dove nel corso della stagione 2022-2023 gioca 8 partite in campionato (che i Monkey Hangers terminano con una retrocessione in quinta divisione) senza mai segnare e 3 partite nel Football League Trophy, competizione in cui segna 2 reti; trascorre tra l'altro l'ultimo mese della stagione in prestito al Radcliffe FC, con cui realizza una rete in 6 presenze in Northern Premier League (settima divisione). Nella stagione 2023-2024 continua a giocare in prestito, dividendosi tra due diversi club di National League North (sesta divisione), ovvero i Blyth Spartans (13 presenze e 3 reti tra tutte le competizioni ufficiali) e lo Spennymoor Town (6 presenze e 2 reti, tutte in campionato).
Rimasto nuovamente svincolato, si accasa a Gibilterra nella prima divisione locale ai Lions Gibraltar, con cui nella stagione 2024-2025 realizza 6 reti in 22 partite di campionato giocate.

## Statistiche
Statistiche aggiornate al 15 novembre 2020.

### Presenze e reti nei club
| Stagione        | Squadra         | Campionato      | Campionato | Campionato | Coppe nazionali | Coppe nazionali | Coppe nazionali | Coppe continentali | Coppe continentali | Coppe continentali | Altre coppe | Altre coppe | Altre coppe | Totale | Totale | Totale |
| Stagione        | Squadra         | Comp            | Pres       | Reti       | Comp            | Pres            | Reti            | Comp               | Pres               | Reti               | Comp        | Pres        | Reti        | Pres   | Reti   |        |
| --------------- | --------------- | --------------- | ---------- | ---------- | --------------- | --------------- | --------------- | ------------------ | ------------------ | ------------------ | ----------- | ----------- | ----------- | ------ | ------ | ------ |
| 2018-2019       | Kilmarnock      | PL              | 24         | 2          | CS+CdL          | 2+5             | 0+3             |                    | -                  | -                  | CC          | 0           | 0           | 31     | 5      |        |
| 2019-gen. 2020  | Gillingham      | FL1             | 12         | 2          | FACup+CdL       | 3+1             | 0+1             |                    | -                  | -                  | EFL Trophy  | 2           | 0           | 18     | 3      |        |
| gen.-giu. 2020  | Motherwell      | PL              | 1          | 0          | CS+CdL          | 1+0             | 0               |                    | -                  | -                  | CC          | 0           | 0           | 2      | 0      |        |
| Totale carriera | Totale carriera | Totale carriera | 37         | 4          |                 | 12              | 4               |                    | -                  | -                  |             | 2           | 0           | 51     | 8      |        |

## Palmarès

### Club

#### Competizioni giovanili
- Milk Cup: 1

Brentford: 2012

#### Competizioni regionali
- Manchester Premier Cup: 1

Radcliffe: 2022-2023